# BMW R 1150 R Rockster
Die BMW R 1150 R Rockster ist ein unverkleidetes Motorrad der Marke BMW mit einem Zweizylinder-Boxermotor. Im September 2002 wurde das Naked Bike auf der Motorradmesse Intermot in München erstmals als Designstudie präsentiert. Die Serienproduktion im BMW-Werk Berlin in Spandau begann 2003, zum Ende des Modelljahres 2005 wurde die Produktion eingestellt.

## Allgemeines
Die Rockster hat mehrere mechanisch bauähnliche Schwestermodelle mit weitgehend identischem Motor und unterschiedlicher Fahrwerksauslegung, Verkleidung und Ausstattung. Zu den Parallelmodellen aus der BMW 1150er Boxer-Serie gehören das Naked Bike  R 1150 R, die Tourer R 1150 RS, R 1150 ST, R 1150 RT und die Reiseenduro R 1150 GS.
Die R 1150 R Rockster wurde im Jahr 2003 vom Modell R 1150 R abgeleitet. Die Gabel, Armaturen und Felgen (5,5" Felge hinten mit 180/55 ZR 17 Bereifung) stammen von der R 1100 S, die Doppelscheinwerfer von der R 1150 GS. Weitere Unterschiede zwischen der Rockster und der R 1150 R sind:
- Rahmen/Ventildeckel/Gabel ferro (blau) – außer 2005er-Modell
- schwarzer Motorblock
- Lenkkopfwinkel 63,1°
- Stahlflexleitungen für Bremse und Kupplung
- elektronischer Geschwindigkeitsmesser
- weiß unterlegter Drehzahlmesser
- automatische Abschaltung des Fahrtrichtungsanzeigers
- um 40 mm breiterer Lenker
- Doppelzündung (spätere R1150R besitzen diese allerdings ebenfalls)
- kürzere Getriebeabstufung (höheres Drehzahlniveau)

## Technische Daten

### Motor
Der luft- und ölgekühlte Boxermotor ist längs eingebaut und erzeugt aus zwei Zylindern eine Nennleistung von 64 kW (87 PS). Jeder Zylinderkopf hat eine kettengetriebene Nockenwelle, welche über Kipphebel zwei Einlass- und zwei Auslassventile ansteuert. Die zwei liegenden Zylinder haben eine Bohrung von 101 mm Durchmesser. Die Kolben haben einen Hub von 70,5 mm bei einem Verdichtungsverhältnis von 10,3:1. Der Viertaktmotor hat ein digitales Motormanagement und eine Nasssumpf-Druckumlaufschmierung. Die Abgasnachbehandlung erfolgt durch einen geregelten Drei-Wege-Katalysator und unterschreitet die Grenzwerte der Abgasnorm Euro 2. Die Spannungsversorgung erfolgt durch einen 12 Volt-Starterbatterie mit einer Kapazität von 19 Amperestunden und einer Lichtmaschine mit einer Leistung von 700 Watt.

### Kraftstoffversorgung
Der Motor hat Saugrohreinspritzung und ist für den Betrieb mit Superbenzin (95 ROZ) ausgelegt. Die Zündung erfolgt je Zylinder durch zwei transistorgesteuerte Zündkerzen. Der durchschnittliche Kraftstoffverbrauch beträgt 5,7 Liter auf 100 km bei einer Geschwindigkeit von 120 km/h. Der Kraftstofftank hat ein Volumen von 20,4 Liter; 5,0 Liter sind davon Reserve.

### Kraftübertragung
Die Kraftübertragung erfolgt über eine hydraulisch betätige, zwischen Motor- und Getriebegehäuse angeordnete Einscheibentrockenkupplung. Das Getriebe mit gesonderter Ölfüllung hat sechs Gänge. Der Sekundärantrieb erfolgt über eine Doppelgelenkwelle. Die auf der rechten Seite des Hinterrades geführte Einarmschwinge hat eine als Paralever bezeichnete Momentabstützung, um die Einflüsse des Kardanantriebes auf die Hinterradfederung zu vermindern.

### Fahrwerk
Die Einheit aus Motor und Getriebe ist mittragend und lagert den Längslenker der (Telelever)-Vorderradführung. Der Vorderrahmen besteht aus Aluminiumguss, der Heckrahmen aus Stahl. Die Telelever-Gabel hat 35 mm Standrohrdurchmesser und 120 mm Federweg. Die hintere Einarmschwinge aus Aluminium mit Paralever-Momentabstützung hat ein Zentralfederbein und 135 mm Federweg. Die Federvorspannung ist hydraulisch verstellbar, die Zugstufe ist stufenlos einstellbar. Das Motorrad hat Gussräder aus Leichtmetall, die Felgengröße beträgt vorn 3,50×17 und hinten 5,50×17. Am Vorderrad verzögern zwei Vierkolben-Festsattel-Scheibenbremsen mit 320 mm Durchmesser, hinten wirkt eine Zweikolben-Schwimmsattelbremse mit 276 mm Durchmesser. Im fahrbereiten Zustand wiegt das Motorrad 238 kg. Die maximale Zuladung beträgt 214 kg. Die Bereifung hat vorn die Maße 120/70 ZR 17 und hinten 180/55 ZR 17.

## Farben und Editionen
Die Grundlackierung des Kraftstofftanks und der Verkleidungsteile ist mattschwarz. Der Rahmen der Rockster ist ferroblau. Windabweiser, Felgen und Verkleidung wurden zunächst in den Kombinationsfarben Citrus und Kupfer angeboten. Das Sondermodell „Edition 80“ wurde 2003 zum 80. Jubiläum von BMW in den Farben Alpinweiss/Schwarz herausgegeben. Es wurde in einer limitierten Auflage von 2003 Fahrzeugen verkauft. Am Vorderrahmen befindet sich eine Plakette mit der Seriennummer („n von 2003“). Im Modelljahr 2005 wurde auch die Kombinationsfarbe Schiefergrau angeboten. Diese Farbkombination wird inoffiziell als „Last Edition“ bezeichnet.

## Rezension
„Die in der einsitzigen Basisversion 10.850 Euro teure Rockster ist eine BMW für zwei Sorten von Motorradfahrern. Erstens für Menschen, die BMW eigentlich nie mochten – sie müssen womöglich umlernen. Zweitens für Menschen, die endlich eine BMW haben wollen, die erst einmal das Herz und den Bauch und erst danach den Verstand anspricht.“

„Irgendwie wird man das Gefühl nicht los, die BMW-Designer hätten, als sie die neue R 1150 R Rockster zeichneten, zuvor eine rauschende Party gefeiert. Geduckt wie ein sprungbereiter Panther blinzelt sie aggressiv aus den ungleich großen Glubschaugen, suggeriert Streetfighter-Feeling pur. Dabei ist sie in Wahrheit genauso alltagstauglich und anständig wie jede andere BMW.“

## Trivia
Der Schauspieler Ben Affleck flüchtet in dem Spielfilm Paycheck – Die Abrechnung aus dem Jahr 2003 zusammen mit der Schauspielerin Uma Thurman mit einer schwarz-kupfernen Rockster. Der dazu eingespielte Motorenklang entspricht nicht dem der BMW.